# Gnomidolon varians
Gnomidolon varians là một loài bọ cánh cứng trong họ Cerambycidae.